# Dare mo shiranai
Dare mo Shiranai (誰も知らない), Ninguém Pode Saber no Brasil e Ninguém Sabe em Portugal, também conhecido como Ninguém Pode Saber em inglês, é um filme japonês de 2004, dirigido por Hirokazu Kore-eda, baseado no caso do abandono das crianças de Sugamo em 1988. O filme é escrito, produzido, editado e dirigido por Hirokazu Kore-eda, com Yūya Yagira, Ayu Kitaura e Hiei Kimura no elenco.
Ninguém Pode Saber conta a história de quatro crianças: Akira, Kyōko, Shigeru e Yuki, cujas idades variam entre cinco a doze anos. Eles são meio-irmãos, com cada um tendo um pai diferente. Os três irmãos mais novos estão residindo ilegalmente no apartamento, sem o proprietário saber. Por causa disso, eles não podem sair do apartamento, fazendo com que estudem em casa. Sua mãe costuma os deixar a sós por algumas semanas, até que um dia ela sai e não retorna mais. Forçados a sobreviver, eles só têm eles mesmos a quem confiar.
Ninguém Pode Saber foi exibido pela primeira vez no Festival Internacional de Cinema de Cannes de 2004 em 12 de maio de 2004. Foi lançado nos cinemas japoneses em 7 de agosto de 2004. O filme foi muito bem recebido pela crítica especializada, e arrecadou mais de US$11 milhões de dólares no mundo todo. Vencedor de vários prêmios, com os mais notáveis sendo Melhor Ator no Festival de Cinema de Cannes e Melhor Filme e Melhor Diretor na 47º Hochi Film Awards. Na época, Yūya Yagira se tornou o Melhor Ator mais jovem da história do Festival de Cinema de Cannes.

## Enredo
Ninguém Pode Saber conta a história de quatro irmãos e sua jovem mãe que se mudam para um pequeno apartamento em Tóquio. O filme começa quando a família está se mudando para o pequeno apartamento alugado. O proprietário só conhece Akira, o mais velho, enquanto os mais novos, Shigeru e Yuki, se escondem em malas diferentes. A irmã mais velha, Kyōko, vem de trem. Todas as crianças tem pais diferentes. Elas não tem permissão para saírem ou irem para a escola, com o propósito de não serem vistas. Apenas Akira tem permissão para tal. Ainda assim, a família aparenta ser bem feliz.
As coisas começam a mudar quando a mãe some por alguns meses, deixando apenas uma pequena porção de dinheiro para eles. Por causa disso, a posição de Akira muda de irmão mais velho para o cabeça da família. Eles passam por muitos problemas, deixando Akira sem opção a não ser pedir dinheiro para os possíveis pais de Yuki. Com sorte, sua mãe logo retorna para casa com presente para as crianças.
Contudo, sua mãe não fica por muito tempo. Ela diz para Akira que ela tem um novo namorado e que se ela conseguir se casar, as crianças poderão ter vidas normais. Ela, então, sai novamente deixando a promessa de que irá retornar para o Natal. Ela não mantém sua promessa, e por causa disso, Akira e Kyōko acabam tendo que fazer o papel dos pais. Akira logo descobre que ela já se casou e os largou, porém, ele não diz nada para o resto. Dinheiro logo começa a ficar apertado, e eles não conseguem mais pagar suas contas. Suas refeições agora se consistem apenas de Cup Noodles que Akira compra no mini-mercado. No aniversário de Yuki, ela pede para ir à estação de trem para esperar pela sua mãe. Ela não aparece. Na volta, Akira a promete que ele um dia irá levá-la no   Aeroporto de Haneda, pelo monotrilho de Tóquio, para ver os aviões decolarem.
Akira logo consegue se familiarizar com dois garotos de sua idade. Eles frequentemente visitam a sua casa para jogar Playstation e Akira logo começa a negligenciar seus irmãos. Seus laços começam a se embolar. Mais tarde, os dois garotos o levam ao mini-mercado o desafiando a furtar. Akira recusa e por causa disso, os dois garotos o deixam. Após isso, Akira deixa seus irmãos saírem e brincarem no parque em frente ao edifício. Ele também os deixa ir no mini-mercado e comprar o que querem.
Enquanto inverno se torna primavera, as contas começam a vir uma atrás da outra e o telefone, energia, gás e água são cortadas. Por consequência, eles começam a usar o banheiro público do parque para tomarem banho e usam a torneira pública para encher garrafas. É em um momento como esse quando Shigeru puxa conversa com uma estudante do colegial, Saki, e assim se inicia uma grande amizade entre todos. Saki frequentemente os visita e os ajuda. Porém, quando ela oferece ganhar dinheiro para dar a eles praticando enjo kosai indo cantar karaokê com um homem de meia idade, Akira se distancia dela, rejeitando o dinheiro e correndo para casa.
Verão se aproxima e o dinheiro continua apertado. De repente, Yuki cai de um banco enquanto tentava alcançar algo e morre. No mesmo momento, Akira estava jogando baseball. Com as crianças em choque, Akira procura Saki para pedir um dinheiro emprestado. Com o apoio de Saki, eles compram em torno de meia dúzia de Apollo Choco e colocam junto do coelhinho de pelúcia e o corpo de Yuki, em uma mala. Em seguida, Akira e Saki pegam o trêm até uma área aberta perto da pista de pouso do Aeroporto de Haneda e enterram a mala contendo o corpo de Yuki em uma sepultura cavada com suas mãos. As crianças seguem em frente, como sempre, e o filme acaba com Akira, Kyōko, Shigeru, e Saki ainda juntos andando para casa.

## Elenco
- Yūya Yagira como Akira Fukushima (福島明),[6] o filho mais velho de Keiko. Ele tem doze anos de idade. Seu pai trabalho no Aeroporto de Haneda. Ele também é o que se torna o chefe substituto da família, tomando conta de seus irmãos.
- Ayu Kitaura como Kyōko Fukushima (福島京子),[6] a filha mais velha de Keiko. Ela tem onze anos de idade. Seu pai é um músico, e o seu sonho é tocar em um piano. Ela é a que fica em cargo das tarefas domésticas, como lavar as roupas.
- Hiei Kimura como Shigeru Fukushima (福島茂),[6] o filho mais novo. Ele é muito ativo e é o motivo pelo qual eles tiveram que se mudar para o novo apartamento.
- Momoko Shimizu como Yuki Fukushima (福島ゆき),[6] a mais nova da família. Ela te cinco anos de idade, e ninguém sabe quem é seu pai biológico. Ela adora desenhar e comer chocolate.
- Hanae Kan como Saki Mizuguchi (水口紗希),[6] um estudante do colegial. Ela é amiga das crianças, e frequentemente as ajudam.
- You como Keiko Fukushima (福島けい子),[6] a mãe das crianças. Ela os deixa para se casar com alguém e nunca mais retorna.
- Kazumi Kushida como Tadashi Yoshinaga (吉永忠志), o proprietário da casa.[6]
- Yukiko Okamoto como Eriko Yoshinaga (吉永江理子), a esposa do proprietário.[6]
- Sei Hiraizumi como o gerente do mini-mercado que achou que Akira era um larápio de lojas.[7]
- Ryō Kase como um empregado do mini-mercado. Ele dá sobras de sushi para Akira toda vez que ele passa no mini-mercado.[7]
- Yūichi Kimura como Sugihara, um motorista de táxi e possível pai de Yuki.[7]
- Kenichi Endō como um funcionário de uma loja de Pachinko e possível pai de Yuki.[7]
- Susumu Terajima como o treinador de baseball.[7]
- Takako Tate como a caixa do mini-mercado.[6]
- Yūji Maeda[7]
- Mari Hayashida[7]

## Produção

### Desenvolvimento
De acordo com o diretor Hirokazu Kore-eda, por mais que Ninguém Pode Saber tenha sido inspirado na história real do abandono das crianças de Sugamo, o filme não é uma recontagem fatual, apenas a ambientação e o fim da história são baseadas na história real.
Hirokazu Kore-eda fez o rascunho e revisou vários roteiros por mais de 15 anos. Ele também passou um bom tempo tentando conhecer seus assuntos, e queria que os membros jovens do elencos interagissem, crescessem, e expressassem suas personalidades de forma livre, com o mínimo de ajuda de algum adulto possível. Ele não usou os métodos habituais de estruturação e classificação, no lugar, ele usa uma câmera discreta para mostrar como crianças realmente vivem quando não tem ninguém olhando. Quando o diretor descobriu que a atriz Momoko Shimizu, que fez o papel de Yuki, gostava mais de Apollo Choco que Pocky de Morango, como estava no script, ele mudou o doce no roteiro, para que o sorriso dela, ao pedir, ficasse mais radiante. Ele também optou por não fazer o filme de uma maneira adocicada, que é o comum para filmes japoneses do gênero; no lugar disso, ele preferiu se livrar de tudo que é sentimental e se tornou estoico. O motivo para isso se dá pelo fato que dele ele queria que a audiência "tirasse algo" do filme.

### Pré-produção
O diretor Hirokazu Kore-eda fez extensos ensaios com as quatro crianças, e os atores eram todos não profissionais. Durante o processo de casting, uma garotinha veio com uma sandálias barulhentas. O diretor gostou tanto delas que ele comprou um par para o personagem da Yuki usar na sequência em que ela procura sua mãe. Ele também não deu informações detalhadas sobre os personagens com o qual o elenco iria trabalhar porque ele queria que as crianças agissem de forma natural.

### Filmagem
A filmagem durou um ano, do outono de 2002 até o verão de 2003. Os rolos foram filmados em ordem cronológica e 70% da história é situada em um apartamento apertado em Tóquio (com cada quarto construído especificamente para o filme). O apartamento foi especialmente alugado por um ano para a filmagem do filme, os assistentes de filmagem viviam no apartamento quando o mesmo não era usado para filmagem. O diretor Hirokazu Kore-eda disse que durante o longo período de filmagem, ele tentava construir uma relação de confiança entre ele e as crianças, além das crianças entre si. Durante o descanso de filmagem das crianças, ele pedia para que as crianças escrevessem suas experiências em um diário sobre o que elas estavam pensando, tanto sobre o filme quanto os seus problemas cotidianos.

### Pós-produção
Ninguém Pode Saber foi exibido pela primeira vez no Le Theatre em Ginza, Tóquio em 30 de junho de 2004 após a exibição no Festival de Filmes de Cannes.

### Música
A trilha sonora do filme foi escrita pela duo Gontiti.
A música de encerramento,"Hōseki", é cantada por Takako Tate.

## Lançamento

### Festivais
Ninguém Pode Saber competiu pela Palme d'Or no Festival de Filmes de Cannes em 12 de maio de 2004.

### Mídia doméstica
O DVD para Ninguém Pode Saber foi lançado no Japão em 11 de março de 2005. Foi lançado em Região 2, com legendas tanto em Inglês como em Japonês. Separadamente, o DVD Making of Nobody Knows, cujo contém 41 minutos de filmagens feitas por trás das câmeras durante a gravação de Ninguém Pode Saber, foi lançado em 23 de dezembro de 2004.

## Recepção

### Recepção crítica
Ninguém Pode Saber teve uma ótima recepção por parte da crítica especializada. No agregador de críticas Rotten Tomatoes, o filme tem um percentual de 93%, baseado em 93 críticas, com uma média 8/10. O consenso crítico do site diz, "Trágico, memorável, e de partir o coração, uma bela história sobre abandono infantil." No agregador de críticas Metacritic, o filme tem uma pontuação 88 de 100, com todas as 31 críticas sendo positivas.
The Japan Times deu o filme a nota 4 de 5. O crítico Mark Schilling descreve os jovens atores do filme como "magníficos", e diz que o filme "reflete fielmente a vida das crianças no passar de um ano". The New York Times diz que o filme é "muito naturalista e muito assustador para ser um filme infantil, mas no entanto engaja o lado curioso e infantil da audiência como também o lado preocupado de um adulto". Também conclui que "o filme também traz uma estranha dose de suspense, não só pela direção silenciosa do Sr. Kore-eda, mas também pelo seu senso humano e de simpatia que ele sempre deixa explícito".

### Elogios
Yūya Yagira ganhou o prêmio de Melhor Ator no Festival Internacional de Cinema de Cannes de 2004. Ele foi o primeiro ator japonês a ganhar nessa categoria no Festival de Cannes. O filme também ganhou o prêmio "O Melhor" na categoria Filmes Japonêses no 10 Melhores do Ano da 78ª edição da Kinema Junpo. Na mesma cerimônia de premiação, a atriz You ganhou o prêmio de Melhor Atriz Coadjuvante e Yūya Yagira ganhou o prêmio de Melhor Ator Revelação.
No 47º Hochi Film Award, Ninguém Pode Saber ganhou o prêmio de Melhor Filme. O diretor Hirokazu Kore-eda também ganhou o prêmio Melhor Diretor.